# Европейская баптистская федерация
Европейская баптистская федерация (ЕБФ), англ. European Baptist Federation (EBF), организация, объединяющая большинство баптистских церквей Европы и Ближнего Востока. Является подразделением Всемирного баптистского альянса (ВБА). Участвует в работе Всемирного совета церквей (ВСЦ) и Совета Европы в качестве одной из крупнейших неправительственных организаций. Ассоциированный член Конференции европейских церквей.

## Цель
Целью Европейской баптистской федерации, как гласит её сайт, является «поддержка и укрепление связей между баптистами в Европе и на Ближнем Востоке на основе их Христианского свидетельства и отличительных убеждений, поощрять и вдохновлять их к вере, следованию за Христом и общей ответственности, а также искренно стремиться к исполнению воли Христа, Господа и Спасителя». Помимо непосредственно межцерковных контактов и координации религиозной жизни федерация принимает активное участие в вопросах, связанных с защитой прав человека, религиозной свободы и поддержки церквям, находящимся в зонах гуманитарных бедствий.

## Краткая история
Федерация была организована в 1949 году и официально утверждена на съезде представителей Баптистских церквей Европы в Париже в 1950. Во время холодной войны ЕБФ была одной из немногих христианских организаций, которые продолжали поддерживать связи с верующими в Советском Союзе и странах Варшавского договора.
На сегодняшний день ЕБФ насчитывает в своих рядах 52 Баптистских Союза и 3 церкви непосредственно в составе Федерации (присоединённые). В общей сумме в составе ЕБФ около 13 тыс. церквей и более 800 тыс. верующих. Также федерации непосредственно принадлежит Международная баптистская богословская семинария.

## Руководство

### Структура
Высшим органом Федерации является Конгресс, который избирает Президента, двух вице-Президентов и Генерального Секретаря.
Президент председательствует на Конгрессе и является официальным представителем организации. Срок полномочий президента — 2 года без права переизбрания. Президенты сменяются путём ротации (сначала замещается первым вице-Президентом, затем вторым).
Генеральный Секретарь является главой исполнительного комитета Федерации. Срок полномочий — 5 лет с правом переизбрания на такой же срок.
В период 1950—1975 канцелярия ЕБФ размещалась в Лондоне. Затем в течение почти тридцати лет канцелярия находилась в стране проживания Генерального Секретаря. С 2004 года канцелярия ЕБФ располагается в Праге.

### Президенты ЕБФ
- 1950—52 Бредаль Петерсен, Дания
- 1952—54 Генри Кук, Великобритания
- 1954—56 Манфред Рончи, Италия
- 1956—58 Ганс Луккей, Германия
- 1958—59 Эрик Руден, Швеция
- 1959—60 Эрнст Гуизинга, Недерланды
- 1960—62 Рональд Голдинг, Великобритания
- 1962—64 Баунгаард Томсен, Дания
- 1964—66 Якоб Броертьес, Недерланды
- 1966—68 Михаил Жидков, СССР
- 1968—70 Рудольф Таут, Германия
- 1970—72 Эндрю МакРэй, Шотландия
- 1972—74 Клаус Майстер, Швейцария
- 1974—76 Жозе Гонсальвес, Португалия
- 1976—78 Алексей Бычков, СССР
- 1978—80 Кнуд Вюмпельманн, Дания
- 1980—81 Дэвид Рассел, Великобритания
- 1981—83 Станислав Швец, Чехословакия
- 1983—85 Давид Лагергрен, Швеция
- 1985—87 Пьерро Бенси, Италия
- 1987—89 Василе Талпош, Румыния
- 1989—91 Питер Барбер, Шотландия
- 1991—93 Джон Мерит, Европейская Баптистская Конвенция
- 1993—95 Бригитт Карлсон, Швеция
- 1995—97 Теодор Ангелов, Болгария
- 1997—99 Дэвид Коффи, Великобритания
- 1999—2001 Оле Йоргенсен, Дания
- 2001—03 Григорий Комендант, Украина
- 2003—05 Билли Тарангер, Норвегия
- 2005—07 Гелари Пуу, Эстония
- 2007—09 Тома Магда, Хорватия
- 2009—11 Валерий Гилецкий, Молдова
- 2011—13 Ганс Гудериан, Германия
- 2013—15 Отниель Буначу, Румыния

### Генеральные Секретари ЕБФ
- 1950—55 и. о. от ВБА Уильям Льюис, США
- 1955—59 и. о. от ВБА Генри Кук, Великобритания
- 1959—68 Эрик Руден, Швеция
- 1968—76 Рональд Голдинг, Великобритания
- 1976—80 Герхард Клаас, Германия
- 1980—89 Кнуд Вумпельманн, Дания
- 1989—99 Карл-Хайнц Вальтер, Германия
- 1999—2004 Теодор Ангелов, Болгария
- 2004— Энтони Пэк, Великобритания

## Члены Федерации
- Ассоциация баптистских церквей Израиля
- Баптистский союз Австрии
- Баптистский союз Албании
- Баптистский союз Болгарии
- Баптистский союз Великобритании
- Баптистский союз Венгрии
- Баптистский союз Дании
- Баптистский союз Латвии
- Баптистский союз Литвы
- Баптистский союз Норвегии
- Баптистский союз Польши
- Баптистский союз Румынии
- Баптистский союз Сирии
- Баптистский союз Узбекистана
- Баптистский союз Уэльса
- Баптистский союз Хорватии
- Баптистский союз Швеции
- Баптистский союз Шотландии
- Братский союз баптистов в Словакии
- Братский союз баптистов в Чешской Республике
- Братство баптистских церквей в Косово
- Братство независимых церквей и миссий Украины
- Всеукраинский Союз Церквей евангельских христиан-баптистов
- Евангельская Баптистская Церковь Грузии
- Евангельская свободная церковь/Взаимодействие (Швеция)
- Европейская баптистская конвенция
- Египетская баптистская конвенция
- Иорданская баптистская конвенция
- Конвенция баптистов Португалии
- Конвенция венгерских баптистских церквей Румынии
- Конвенция евангельских баптистских церквей в Ливане
- Международная баптистская конвенция
- Российский союз евангельских христиан-баптистов
- Союз баптистов в Бельгии
- Союз баптистских церквей в Нидерландах
- Союз баптистских церквей в Республике Словения
- Союз баптистских церквей в Сербии
- Союз евангельских свободных церквей (баптистов) в Германии
- Союз евангельских баптистов Испании
- Союз евангельских христиан-баптистов Азербайджана
- Союз евангельских христиан-баптистов в Республике Беларусь
- Союз евангельских христиан-баптистов Сербии и Черногории
- Союз свободных евангельских и баптистских церквей Эстонии
- Союз христиан-баптистов в Республике Македония
- Союз христианских евангельских баптистских церквей Молдовы
- Союз церквей евангельских христиан-баптистов Армении
- Союз евангельских христиан-баптистов Таджикистана
- Федерация евангельских баптистских церквей Франции
- Финский баптистский союз
- Финский Шведский баптистский союз
- Христианская Баптистская Церковь Боснии-Герцеговины
- Христианский евангельский баптистский союз Италии
- Швейцарский союз баптистов

Присоединённые церкви:
- Баптистская церковь в Багдаде
- Баптистская церковь Измира
- Евангельская баптистская церковь, Флориана, Мальта